# Éverson Felipe Marques Pires
Éverson Felipe Marques Pires (Pindamonhangaba, São Paulo, Brasil, 22 de julio de 1990), conocido solo como Éverson, es un futbolista brasileño. Juega de portero y su equipo actual es el Atlético Mineiro de la Serie A de Brasil.

## Trayectoria

### Inicios
Éverson entró a las inferiores del São Paulo en 2003 a los 13 años. En 2010 fue enviado a préstamo al Guaratinguetá.
Fichó permanentemente por el Guará al término de su contrato. Debutó profesionalmente el 2 de junio de 2010, como titular en la derrota por 3-0 contra el Ipatinga.
El 2 de enero de 2014, Éverson fichó por el Ríver, donde fue el portero titular. El 12 de junio fue transferido al Confiança de la Serie D, aquí logró el ascenso a la Serie C en su primera temporada. Tiempo después, anotó el penalti de la victoria sobre el Estanciano y logró la obtención del Campeonato Sergipano.

### Ceará
El 5 de agosto de 2015 fichó por tres años en el Ceará de la segunda división. Fue parte del equipo que consiguió el ascenso a la Serie A en 2017.
Éverson debutó en la primera división el 15 de abril de 2018, como titular en la derrota por 2-0 de visita contra el Santos. Anotó un gol de penal en la derrota por 2-1 contra el Cotinthians el 6 de septiembre.
El 31 de diciembre de 2018 renovó su contrato con el club hasta 2021.

### Santos
El 24 de junio de 2019 fichó por cuatro años con el Santos. Debutó en su nuevo club el 9 de febrero, dejando el arco en cero en la victoria por 1-0 contra el Mirassol por el Campeonato Paulista.
Terminó la temporada como portero titular y jugó 32 encuentros de Serie A tomando el lugar de Vanderlei, quien fue transferido al Grêmio. El 19 de julio de 2020 comenzó acciones legales contra su equipo alegando sueldos impagos, aunque perdió el casó dos días después.

## Selección nacional
Éverson ha sido suplente en cuatro partidos con la Selección de fútbol de Brasil. Todos los juegos fueron por las eliminatorias mundialistas rumbo a Catar 2022 aunque no llegó a sumar minutos en cancha.

## Estadísticas
Actualizado al último partido disputado el 12 de junio de 2025.
| Club | Div.          | Temporada     | Liga  | Liga  | Estatal | Estatal | Copas nacionales(1) | Copas nacionales(1) | Copas internacionales(2) | Copas internacionales(2) | Otras(3) | Otras(3) | Total | Total |
| Club | Div.          | Temporada     | Part. | Goles | Part.   | Goles   | Part.               | Goles               | Part.                    | Goles                    | Part.    | Goles    | Part. | Goles |
| --- | ------------- | ------------- | ----- | ----- | ------- | ------- | ------------------- | ------------------- | ------------------------ | ------------------------ | -------- | -------- | ----- | ----- |
| Guaratinguetá · Brasil |               |               |       |       |         |         |                     |                     |                          |                          |          |          |       |       |
| 2.ª | 2010          | 2             | 0     | 1     | 0       | -       | -                   | -                   | -                        | -                        | -        | 3        | 0     |       |
| 2.ª | 2011          | 0             | 0     | 0     | 0       | -       | -                   | -                   | -                        | -                        | -        | 0        | 0     |       |
| 2.ª | 2012          | 3             | 0     | 2     | 0       | -       | -                   | -                   | -                        | -                        | -        | 5        | 0     |       |
| 2.ª | 2013          | 2             | 0     | 1     | 0       | -       | -                   | -                   | -                        | -                        | -        | 3        | 0     |       |
| Total club | Total club    | 7             | 0     | 4     | 0       | 0       | 0                   | 0                   | 0                        | 0                        | 0        | 11       | 0     |       |
| Ríver AC · Brasil |               |               |       |       |         |         |                     |                     |                          |                          |          |          |       |       |
| 4.ª | 2014          | 0             | 0     | 14    | 0       | -       | -                   | -                   | -                        | -                        | -        | 14       | 0     |       |
| Total club | Total club    | 0             | 0     | 14    | 0       | 0       | 0                   | 0                   | 0                        | 0                        | 0        | 14       | 0     |       |
| Confiança · Brasil |               |               |       |       |         |         |                     |                     |                          |                          |          |          |       |       |
| 4.ª | 2014          | 13            | 0     | -     | -       | -       | -                   | -                   | -                        | -                        | -        | 13       | 0     |       |
| 3.ª | 2015          | 9             | 0     | 16    | 1       | 2       | 0                   | -                   | -                        | 5                        | 0        | 32       | 1     |       |
| Total club | Total club    | 22            | 0     | 16    | 1       | 2       | 0                   | 0                   | 0                        | 5                        | 0        | 45       | 1     |       |
| Ceará · Brasil |               |               |       |       |         |         |                     |                     |                          |                          |          |          |       |       |
| 2.ª | 2015          | 11            | 0     | -     | -       | -       | -                   | -                   | -                        | -                        | -        | 11       | 0     |       |
| 2.ª | 2016          | 37            | 0     | 13    | 0       | 5       | 0                   | -                   | -                        | 8                        | 0        | 63       | 0     |       |
| 2.ª | 2017          | 37            | 0     | 14    | 0       | 1       | 0                   | -                   | -                        | 3                        | 0        | 55       | 0     |       |
| 1.ª | 2018          | 37            | 1     | 14    | 0       | 4       | 0                   | -                   | -                        | 10                       | 0        | 65       | 1     |       |
| Total club | Total club    | 122           | 1     | 41    | 0       | 10      | 0                   | 0                   | 0                        | 21                       | 0        | 194      | 1     |       |
| Santos · Brasil |               |               |       |       |         |         |                     |                     |                          |                          |          |          |       |       |
| 1.ª | 2019          | 32            | 0     | 2     | 0       | 7       | 0                   | -                   | -                        | -                        | -        | 41       | 0     |       |
| 1.ª | 2020          | 0             | 0     | 9     | 0       | 0       | 0                   | 2                   | 0                        | -                        | -        | 11       | 0     |       |
| Total club | Total club    | 32            | 0     | 11    | 0       | 7       | 0                   | 2                   | 0                        | 0                        | 0        | 52       | 0     |       |
| Atlético Mineiro · Brasil |               |               |       |       |         |         |                     |                     |                          |                          |          |          |       |       |
| 1.ª | 2020          | 28            | 0     | -     | -       | -       | -                   | -                   | -                        | -                        | -        | 28       | 0     |       |
| 1.ª | 2021          | 37            | 0     | 9     | 0       | 10      | 0                   | 12                  | 0                        | -                        | -        | 68       | 0     |       |
| 1.ª | 2022          | 37            | 0     | 8     | 0       | 4       | 0                   | 9                   | 0                        | -                        | -        | 58       | 0     |       |
| 1.ª | 2023          | 36            | 0     | 12    | 0       | 4       | 0                   | 12                  | 0                        | -                        | -        | 64       | 0     |       |
| 1.ª | 2024          | 25            | 0     | 12    | 0       | 13      | 0                   | 13                  | 0                        | -                        | -        | 63       | 0     |       |
| 1.ª | 2025          | 12            | 0     | 9     | 0       | 4       | 0                   | 6                   | 0                        | -                        | -        | 31       | 0     |       |
| Total club | Total club    | 175           | 0     | 50    | 0       | 35      | 0                   | 52                  | 0                        | 0                        | 0        | 312      | 0     |       |
| Total carrera | Total carrera | Total carrera | 324   | 1     | 127     | 1       | 37                  | 0                   | 38                       | 0                        | 26       | 0        | 552   | 2     |
| (1) Incluye datos de la Copa de Brasil (2) Incluye datos de la Copa Libertadores (3) Incluye datos de la Copa do Nordeste y la Primera Liga de Brasil |               |               |       |       |         |         |                     |                     |                          |                          |          |          |       |       |

## Palmarés

### Títulos nacionales
| Título         | Club        | Estado | Año  |
| -------------- | ----------- | ------ | ---- |
| Serie A        | Atlético-MG | Brasil | 2021 |
| Copa de Brasil | Atlético-MG | Brasil | 2021 |

### Títulos estatales
| Título               | Club      | Estado  | Año  |
| -------------------- | --------- | ------- | ---- |
| Campeonato Piauiense | Ríver     | Piauí   | 2014 |
| Campeonato Sergipano | Confiança | Sergipe | 2015 |
| Campeonato Cearense  | Ceará     | Ceará   | 2017 |
| Campeonato Cearense  | Ceará     | Ceará   | 2018 |